# Kenta Bell
Kenta Bell, född den 16 mars 1977, är en amerikansk friidrottare som tävlar i tresteg.
Bell slog igenom då han vann guld vid universiaden 2001 med ett hopp på 17,22. Han var även i final vid VM 2003 då han slutade sexa. Samma år slutade han trea vid IAAF World Athletics Final i Monaco.
Han deltog vid Olympiska sommarspelen 2004 där han blev nia efter att ha hoppat 16,90. Även detta år blev han trea vid IAAF World Athletics Final i Monaco.
Han var vidare i final vid VM 2005 och slutade denna gång sjua med ett hopp på 17,11. Däremot misslyckades han både vid VM 2007 och vid Olympiska sommarspelen 2008 att ta sig vidare till finalen.
Han har även hoppat längre än 8 meter i längdhopp, även om han inte tävlat i längdhopp vid något internationellt mästerskap.

## Personliga rekord
- Längdhopp - 8,05 meter
- Tresteg - 17,63 meter